# Манйосю
Манйосю (яп. まんようしゅう, старі єрогліфи: 万葉集, укр. манйосю, ромаджі: man'yōshū (вимовляється [maɰ̃joꜜːɕɯː]), «Збірка десяти тисяч листків») — найдавніша і найшанованіша пам'ятка японської поезії, яка була складена у період Нара. Має також назву «Збірка міріад листків». Укладачем або принаймні автором останньої серії віршів вважається Отомо но Якамоті, вірші якого датуються 759 роком. «Манйосю» містить вірші та пісні більш ранніх епох анонімних поетів, але переважна частина збірки представляє період від 600 по 759 роки.

## Короткі відомості
Збірка поділена на 20 частин або книг, на зразок тогочасних китайських поетичних збірок. Однак на відміну від пізніших антологій, «Манйосю» не розбита на теми, а вірші збірки розміщені не у хронологічному порядку. Збірка містить 265 тьока (長歌, «довгих пісень-віршів»), які часто супроводжуються каесі-ута, 4207 танка (短歌, «коротких пісень-віршів»), 1 танренґа (短連歌, «коротку зв'язну пісню-вірш»), 1 буссо кусекіка (仏僧九石歌, вірші на відбитку ступні Будди у храмі Якусідзі в Нара), 4 кансі (漢詩, «китайські вірші») та 22 китайських прозових пасажів. Також, на відміну від пізніших збірок, «Манйосю» не має передмови.
«Манйосю» є першою збіркою японського стилю. Це не означає, що пісні і вірші збірки разюче відрізняються від китайських аналогів, які на той час були стандартами для поетів і літераторів. Багато творів «Манйосю» написані на теми конфуціанства, даосизму, а пізніші навіть буддизму. Проте, все ж таки, основна тематика збірки пов'язана з країною Ямато та синтоїстськими цінностями, такими як істинність (真, макото) або енергійність (丈夫振り, масураобурі). Її мова — не класичний китайський веньянь, а так звана манйоґана, різновид японської силабічної абетки, записаної ієрогліфічним скорописом.
Вірші «Манйосю» зазвичай поділяють на чотири періоди. Твори першого періоду датуються відрізком історичного часу від правління імператора Юряку (456—479) до перевороту Тайка (645). Другий період представлений творчістю Какіномото но Хітомаро, відомого поета 7-го століття. Третій період датується 700—730 роками, який увібрав у себе вірші таких поетів як Ямабе но Акахіто, Отомо но Табіто й Яманоуе но Окура. Останній період — це вірші поета Отомо но Якамоті 730–760 років. Дослідники відзначають що Отомо не лише склав останню серію віршів, але також підправив низку стародавніх творів збірки.
Окрім літературних заслуг збірки, «Манйосю» вплинула своїм стилем і мовою написання на формування пізніших силабічних абеток хіраґана і катакана.
Збірка містить вірші, створені людьми різного соціального статусу, включаючи імператора, аристократів, чиновників нижчого рангу, бонінів (пісні охоронців), вуличних артистів, фермерів і східні народні пісні (тока), а також вірші вака, автори яких невідомі.
«Манйосю» вплинула на пізніші твори (наприклад, «Легенда про діву Убара») і є першокласним історичним джерелом у японській літературі. Містить поезію на діалектах, а також записує рідні міста авторів, що робить збірку важливим історичним джерелом для вивчення діалектів.
Назва японської епохи «Рейва» заснована на уривку з передмови до тома 5, «Тридцять дві пісні про цвітіння сливи». У контексті «Манйосю», звідки були взяті ієрогліфи, «Рей» означає «гарний» («місяць»), «Ва» — «м'який» («вітер»). Поза контекстом значення можуть різнитися, в тому числі сильно. Варіант тлумачення назви ери від уряду Японії на англійську мову — «beautiful harmony» («гарна гармонія»).

## Назва
Назву збірки складають 3 єрогліфа (万 — 葉 — 集), що означають «десять тисяч — листя — колекція». Основні тлумачення цієї назви, за словами вченого 20-го століття Кенічі Хісамацу , такі:
1. Книга, в якій зібрано дуже багато віршів;
2. Книга для всіх поколінь;
3. Поетична збірка, яка використовує великий об’єм паперу[4].

Крім того, прихильників першого тлумачення можна додатково поділити на:
- Ті, хто інтерпретує середній символ як «слова» (koto no ha, букв. «листя мови»), таким чином даючи «десять тисяч слів»;
- Ті, хто інтерпретує середній символ як буквальне посилання на листя дерева, але як метафору для віршів[5].

Прихильників другого тлумачення назви можна поділити на групу за тлумаченням:
- Збірка містить вірші всіх віків;
- Що це вічна робота;
- Це означало побажання довгого життя імператору та імператриці[5].

Третє тлумачення назви — що воно відноситься до поетичної збірки, для якої використовується велика кількість паперу — було запропоновано Юкічі Такедою. Не набула особливого поширення серед інших вчених.